# Автомобилно-железопътно превозно средство
Автомобилно-железопътните превозни средства (съкр. АЖПС) са комбинирани моторни превозни средства, които могат да се придвижват както по автомобилни, така и по реслови пътища. АЖПС влизат на релсовия път и излизат от него, най-често на железопътните прелези. АЖПС се използват за обслужване и ремонт на релсовите пътища, товарни и пътнически превози.
Предимствата на автомобилно-железопътните превозни средства са:
- многофункционалност;
- съкращаване на разходите;
- независимост от натоварването и графиците на движение по релсовите пътища;